# Naftni pesek
Naftni pesek tudi bituminozni pesek (ang. Oil sands, Tar sands ali Bituminous sands) je mešanica bitumna, peska, gline in vode. Naftni peski veljajo za nekonvencionalne vire nafte, ker se nafte ne pridobiva s črpanjem. Nafta iz teh virov precej slabše kvalitete, je težavnejša in dražja za pridobivanje in precej bolj onesnažuje okolje. Po svetu je več nahajališč naftnega peska, največja nahajališča so v Kanadi, ki naj bil imela okrog 176,8 milijard sodčkov (28,11×109 m3), oz. okrog 70,8% svetovnih zalog, ki so ocenjene na 249,67 milijard sodčkov (39,694×109 m3). Manjša nahajališča so v Venezueli, Kazakhstanu in Rusiji.
Bitumen se pridoba na več načinov:
- Dnevni kop, kjer se odstrani vrhnjo plast zemlje in kamenja in se tako pride do naftnega peska. Pesek se potem transportira s tekočim trakom, oziroma v zadnjem času z velikimi dumper tovornjaki do predelovane tovarne, kjer se ta pesek s segreje paro in bitumen se loči od peska
- Drug načini so t. i. "In-situ" (pridobivanje na mestu): SAGD, VAPEX, CSS, THAI, COGD

Za pridobivanje in predelavo enega sodčka v sintetično nafto, je potrebno okrog 1,0–1,25 gigajoulov (280–350 kWh) energije. Energijska vrednost sodčka nafte je okrog 6,117 gigajoulov (1699 kWh), kar pomeni da se pridobi okrog 5-6x energije, kot se jo porabi. Za predelovanje se največkrat uporablja zemeljski plin kot gorivo.